# Filippo Paulucci

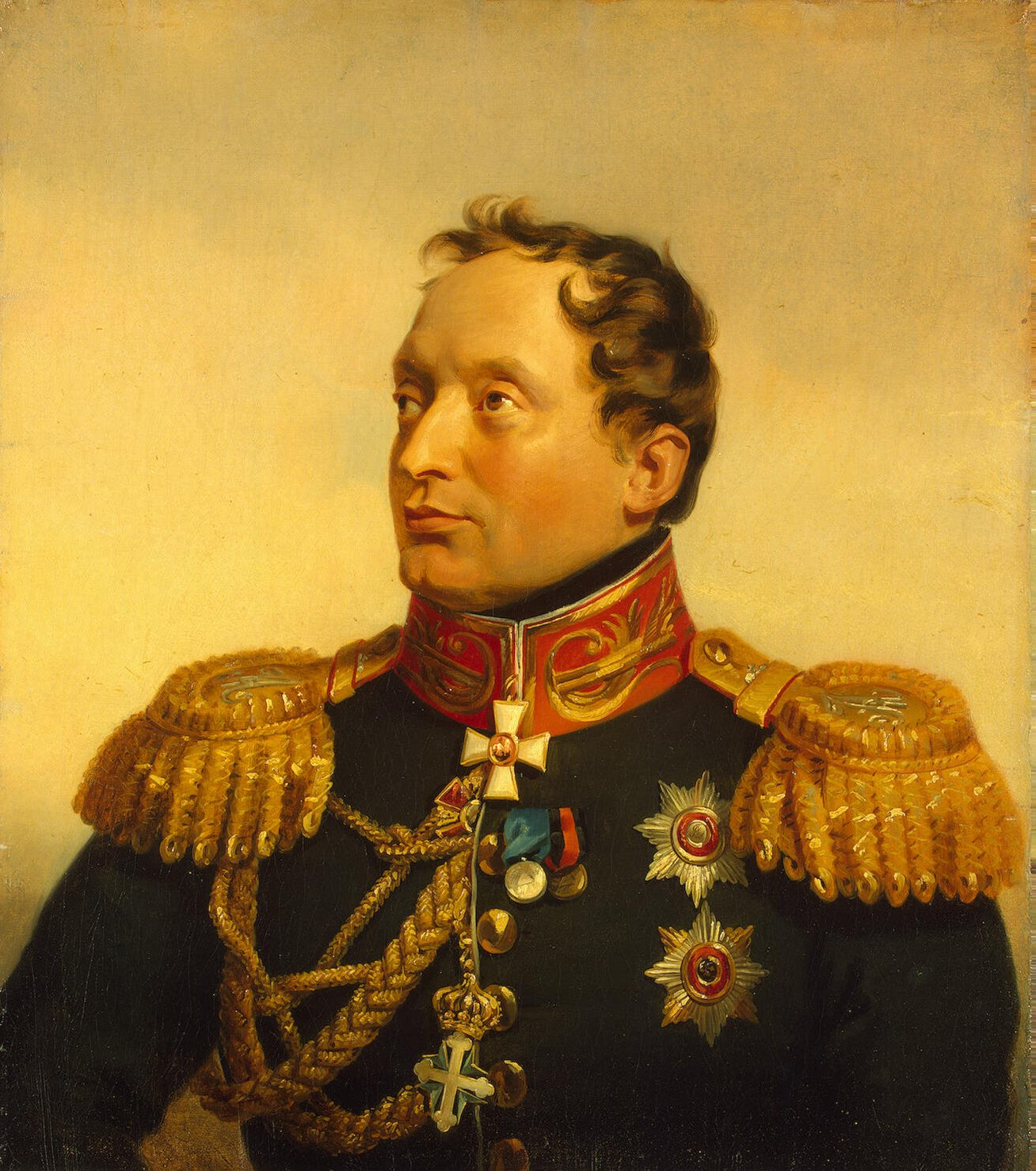
Filippo Paulucci

Marquis Filippo Paulucci (* 11. September 1779 in Modena; † 25. Januar 1849 in Nizza) war ein italienischer Soldat und Politiker.

## Leben

### Herkunft

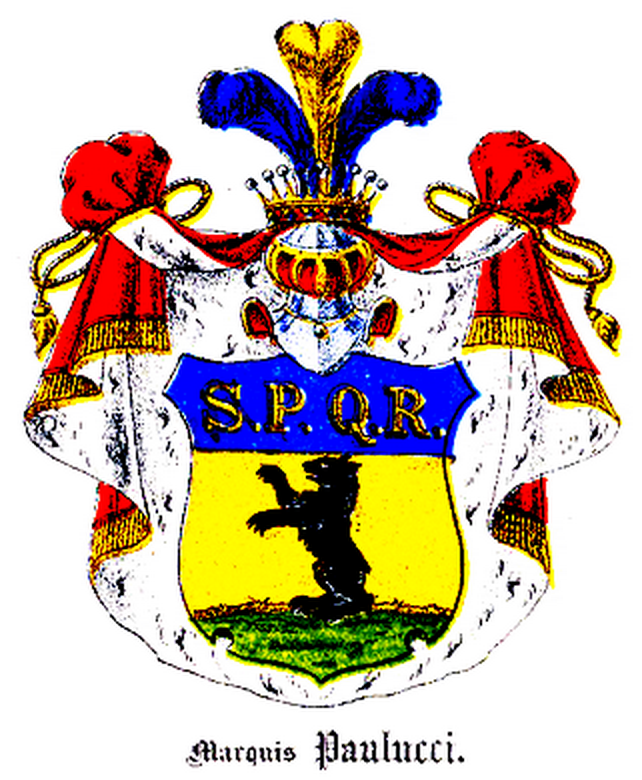
Wappen derer Marquis Paulucci

Filippo Paulucci entstammte einem alten italienischen Adelsgeschlecht. Sein Vater Joseph (Giuseppe), gebürtig aus Pesaro, war Gesandter des Herzogs von Modena und starb 1785 als Wirklicher Geheimer Rat Kaiser Josephs II. in Modena, die Mutter Claudia war eine geborene Gräfin Scutellari aus Parma. Die Marchesa Claudia Paolucci war eine Palastdame am modenesischen Hofe, zuletzt bei der Erzherzogin Maria Beatrix von Österreich-Modena. Amilcare Paulucci war sein älterer Bruder.

### Leben
Nach einer Ausbildung am Jesuitenkolleg trat Filippo Paulucci 1792 in den Militärdienst des Königreichs Sardinien ein. 1797 diente er in der Armee der Cisalpinischen Republik, ab 1799 in der österreichischen Armee. Im Jahr 1805 war er Kommandant der Festung Cattaro. Im Oktober 1806 trat er in russische Dienste. Für Russland führte er 1807 Verhandlungen mit dem serbischen Woiwoden Kara Georgi. Er kämpfte auf russischer Seite im Russisch-Türkischen und im Russisch-Schwedischen Krieg. Am 22. Juni 1808 erfolgte seine Beförderung zum Generalmajor. Auch wurde ihm der Orden des Heiligen Georg IV. Klasse verliehen.
Ab 1810 kommandierte er als Stabschef ein georgisches Korps. Am 6. Juli 1811 wurde er Oberkommandierender in Georgien. 1812 erhielt er für die Eroberung Dagestans den Heiligen Georgs Orden III. Klasse. Am 23. Oktober ernannte ihn der Zar zum Generalgouverneur der Ostseeprovinzen mit Sitz in Riga. Dieses Amt hatte er bis zum 31. Dezember 1829 inne.
1813 wurde er bei der livländischen Ritterschaft immatrikuliert, 1814 bei der kurländischen Ritterschaft und 1817 bei der estländischen Ritterschaft, als kaiserlich russischer General en chef, Generaladjutant des Kaisers und Generalgouverneur der Ostseeprovinzen.
1830 ging er wieder nach Italien und trat in den sardischen Dienst ein. Folgend wurde er Gouverneur von Genua, Generalinspekteur der sardischen Truppen und Staatsminister.

### Familie
1804 heiratete Filippo Paulucci in Wien Wilhelmina Franziska von Koskull († 1824), die Tochter einer angesehenen kurländischen Adelsfamilie. Ihr Sohn Alexander Nikolai war kaiserlich russischer Kammerherr und erhielt 1890 die russische Anerkennung des Marquistitels: Marquis Paulucci, auf Troitzkoje bei Odessa.
Nach dem Tod seiner ersten Frau heiratete er 1826 Claudine Cobley († 1844), die Tochter des englischen (schottischen) General in russischen Diensten Thomas Cobley (1761–1833). Das Paar hatte sechs Kinder, darunter:
- Elisabeth (* 27. November 1825; † 10. September 1903) ⚭ 1844 Marquis Louis Torrigiani (1804–1869)[10] aus Florence
- Alexander Anafesto (* 18. Oktober 1828; † 1887), Botaniker ⚭ Marianna Panciatichi Ximenes d’Aragona (* 3. Februar 1835; † 7. Dezember 1919)[11]
- Caroline Claudia (* 21. April 1830; † 18. Januar 1903) ⚭ Count Covoni[12]
- Albertine (* 31. Januar 1832)[13]

⚭ Count Vincenzo Foschi
⚭ 1861 Henry Eustace of Baltinglas (* 1822)
- Giovanni Battista Vincenzo Francesco (1835–1841)
- Alexander Nicolas (* 21. Juli 1839; † 10. Oktober 1902) ⚭ N.N. in Russland

Nach dem Tod seiner zweiten Frau heiratete er deren Gouvernante die Freiin Marie de Courcelle.
Sein unehelicher Sohn Hamilcar Paulucci war Hauptmann im k.k. Ingenieurcorps und erhielt 1829 den sachsen-coburg-gothaischen Adels- und 1830 zu Coburg den Freiherrenstand. Dieser wurde ihm 1838 vom österreichischen Kaiser in Wien als ein ausländischer anerkannt.

## Gedenken
In der lettischen Hauptstadt Riga wurde ihm zu Ehren das Paulucci-Denkmal errichtet.